# Bothrideres impressus
Bothrideres impressus is een keversoort uit de familie knotshoutkevers (Bothrideridae). De wetenschappelijke naam van de soort werd in 1887 gepubliceerd door Francis Polkinghorne Pascoe.